# Sri Lanka Broadcasting Corporation
Die Sri Lanka Broadcasting Corporation, kurz SLBC (singhalesisch: ශ්‍රී ලංකා ගුවන් විදුලි සංස්ථාව, Śrī Laṅkā Guvan Viduli Saṃsthāva; Tamil: இலங்கை ஒலிபரப்புக் கூட்டுத்தாபனம், Ilaṅkai Oliparappuk Kūṭṭuttāpaṉam) ist die öffentlich-rechtliche Hörfunkanstalt von Sri Lanka.

## Geschichte
Der Hörfunkdienst der SLBC ist der älteste in Südasien. Er startete am 16. Dezember 1925 als Colombo Radio, angeblich mit einem aus einem deutschen U-Boot geborgenen Sender. Während des Zweiten Weltkriegs ließ Lord Mountbatten den britischen Soldatensender Radio SEAC (South-East Asian Command) von Neu-Delhi zuerst nach Kandy und dann nach Colombo übersiedeln. Dessen Sendeanlagen wurden 1949 an Radio Ceylon übergeben. Im Rahmen des Colombo-Plans erhielt Radio Ceylon Unterstützung von Australien, und während der nächsten 30 Jahre war der Sender einer der populärsten in der gesamten Region. 1967 erhielt Radio Ceylon die Rechtsform einer Corporation und mit der Schaffung der Republik 1972 den Namen Sri Lanka Broadcasting Corporation.

## Programme
Auf nationaler Ebene werden sechs Programme verbreitet – 3 auf Singhalesisch, 2 auf Tamil und eines auf Englisch:
- Sinhala National Service (ස්වදේශිය/Svadēśiya)
- Sinhala Commercial Service (වෙළඳ/Veḷan̆da)
- City FM
- Tamil National Service
- Tamil Commercial Service (தென்றல்/Teṉṟal)
- Radio Sri Lanka

Daneben bestehen 4 regionale und 5 kommunale Programme sowie ein Auslandsdienst (vornehmlich für Südindien).